# 자기결정성 이론
자기결정이론(自己決定理論, self-determination theory, SDT)은 인간의 선천적 성장 경향 및 선천적 심리적 욕구에 관한 인간의 동기(motivation)와 성격(personality)에 관한 매크로 이론(macro theory)이다. 그것은 인간이 외부적 영향과 주의 분산 요소가 없이 내리는 선택 너머의 동기와 관련된다. 자기결정 이론은 인간의 행동이 자기동기(self-motivated)와 자기결정으로 이뤄진 정도에 주목한다.
1970년대, SDT 연구는 내재적 동기(intrinsic motive)와 외재적 동기(extrinsic motive)를 비교하는 연구와 개인 행동에 내재적 동기가 수행하는 지배적 역할을 이해하려는 노력이 늘어나는 것에서 발전하였다. 에드워드 데시(Edward L. Deci)와 리처드 라이언(Richard Ryan)이 『인간 행동에서의 내재적 동기와 자기결정(Intrinsic Motivation and Self-Determination in Human Behavior)』이라는 책을 썼던 1980년대 중반 이후에야, 자기결정 이론이 공식적으로 소개되었고 건전한 경험적 증거(empirical evidence)를 획득한 것으로 인정되었다. 2000년대 이래, 자기결정의 실제 적용은 유의미하게 증가하였다.
자기결정 이론은 내재적 동기에 관한 심리학에 근거를 두고 있다. 이는 인간의 동기의 복잡성과 행동에서의 자율적 개입을 촉진하거나 저해하는 요소들의 복잡성에 의존한다. 내재적 동기는 외재적 목표(external goal)를 획득하기 위하여, 즉 외재적 동기로부터 유래하여 행동하는 것이 아니라, 그렇게 하는 것이 재미있고 만족스럽기 때문에 행동을 주도하는 것에서 나온다. 동기라는 것의 분류는 내면화(internalization)된 정도에 따라 다르다. 내면화는 외재적 동기를 개인이 승인한 가치관으로 변형하고 따라서 원래는 외재적이었던 행동 규제(behavioral regulation)를 동화하는 적극적인 시도인 것이다.
후에 데시와 라이언은 초기 연구를 확장하여 내재적 동기와 외재적 동기를 구분하였고, 자기결정에 관여하는 세 가지 주요 내재적 욕구를 제안하였다. 데시와 라이언에 의하면, 세 가지 기본적 심리학적 욕구는 자기주도적 행동(self-initiated behavior)에 동기를 부여하고, 개인의 심리적 건강과 안녕에 필수적인 영양분을 특화한다. 세 가지 욕구는 보편적이고 선천적이다. 세 가지 욕구는 자율성(autonomy), 유능성(competence), 관계성(relatedness)이다.

## 개요
에드워드 데시와 리차드 라이언이 발표한 자기결정성 이론은 총 네 개의 미니이론(mini-theory)들로 구성된 거시이론(macrotheory)이다. 자기결정성 이론은 사람들의 타고난 성장경향과 심리적 욕구에 대한 사람들의 동기부여와 성격에 대해 설명해주는 이론으로 사람들이 외부의 영향과 간섭없이 선택하는 것에 대한 동기부여와 관련되어 있는 것으로 본다. 자기결정성 이론은 개인의 행동이 스스로 동기부여되고 스스로 결정된다는 것에 초점을 둔다.
1970년대에 자기결정성 이론은 내재적 및 외재적 동기를 비교한 연구 그리고 개인의 행동에서 지배적인 역할을하는 주체적 동기 부여에 대한 이해 증진으로부터 발전했다. 1980년대 중반에는 자기결정성 이론이 공식적으로 소개되고 건전한 경험 이론으로 받아들여졌다. 2000년대 이후에는 자기결정성 이론을 사회 심리학의 다른 영역에 적용하는 경우도 상당히 많아졌다.

### 자기결정성 이론의 이론구성
자기결정성 이론을 구성하는 네 개의 미니이론으로는 인지평가이론, 유기적 통합이론, 인과지향성이론(Causality Orientation Theory; COT), 기본심리욕구이론(Basic Psychological Needs Theory; BPNT)이 있다. 네 개의 미니이론들은 각각 자기결정성 이론의 논리를 보충해주는 역할을 하고있다.

### 자기결정성 이론의 이론기반
자기결정성 이론은 인간 행동의 통제 원천이 어디있는가를 기반으로 하며 이 원천은 그 시작이 내면인가, 아니면 외부인가로 나뉜다. 이 이론은 인간의 동기가 개인 스스로 완전히 내적 통제(예: 흥미, 호기심)에 되었을 때 가장 높으며, 내적인 이유가 전혀없이 순전히 외적인 통제(예: 강제, 강요)에 의해서 행동하게 되었을 때 제일 낮다는 명제를 기반으로 한다. 또한 완전한 내적 통제와 완전한 외적 통제 사이에 다양한 통제 유형이 존재한다.

## 자기결정성 이론의 미니이론들
자기결정성 이론을 구성하는 네 개의 미니이론으로는 인지평가이론, 유기적 통합이론, 인과지향성이론(Causality Orientation Theory; COT), 기본심리욕구이론(Basic Psychological Needs Theory; BPNT)이 있다. 각각의 이론은 개별적인 주제를 다루나 4가지이론을 기반으로 자기결정성 이론이라는 이론의 틀을 구성하며 이러한 이론의 합을 통해 자기결정성 이론의 기초가 구성된다.
자기결정성 이론은 4가지의 메크로 이론으로 구성되어 있으며 각각의 이론을 통해 자기결정성 이론이라는 하나의 큰 틀을 구성하고 있다.
자기결정성 이론은 유기적 변증법적 관점(organimsic dialectical perspective)을 가지고 인간이 심리적 성장과 자신을 발달시키려는 경향을 가지고 있다고 가정하며 이를 통합을 위한 과정이라고 본다. 자기 결정이론은 사람들이 자신의 내적인 측면들 이외에도 다른 사람들이나 집단들과 관련이 되려고 하는 경향성을 가지고 있다고 주장한다. 개인들의 이러한 통합하려는 경향은 동률성(harmony)와 자율성(autonomy)을 모두 아우르는 성질로 이 두 가지의 상호보완적인 관계가 전제가 필요하다. 자기결정성은 개인의 강점이나 한계를 판단하고, 외부환경을 파악하고, 선택을 함으로써 욕구를 어떻게 충족시킬지에 대해 결정하도록 하는 것이다. 따라서 자기결정성은 자신이 스스로 판단하여 결정하는 것이기 때문에 자율성과 맥락을 같이 한다.

#### 인지평가이론
인지평가이론(Cognitive Evaluation Theory)은 어떤 직무에 관련하여 내재적인 동기가 유발되어 있는 경우 외재적인 보상을 주면 내재적 동기가 감소된다는 이론으로, 내재적인 동기를 촉진하거나 저해하는 환경에 초점이 맞춰져있다. 인지평가이론에 의하면 학습자들은 적합한 사회환경적 조건에 놓여 있을 때 내재적인 동기가 유발되고, 유능성, 자율성, 관계성의 기본적인 욕구가 충족이 될 때 내재적인 동기가 증가된다고 본다.
인간은 자신의 행동에 대한 원인을 규명하려는 심리적 속성을 가진다는 관점에서 보면 외적 보상 없이 내재적 동기가 유발되어있는 경우 동기의 원인으로 돌릴만한 다른 요인(예, 외적 보상)이 없기 때문에 행위를 하는 이유를 일 자체의 특성(즉, 일이 재미있어서) 때문이라고 가정하게 된다. 그런데 이처럼 내적 귀인의 상태에 외재적 보상을 제공하게 되면 열심히 일하는 것에 대한 귀인의 대상이 일 자체에서 보상(예, 돈)으로 바뀌게 된다. 이 경우 똑같이 열심히 일은 하지만 그 이유가 흥미 있는 일 때문이 아니라 보상 때문이라고 스스로 평가하게 된다. 그런데 이때 내적 동기유발 상태에 외재적 보상을 주었다가 이 외재적 보상을 제거할 경우 독특한 현상이 발생하는데 여기에 인지적 평가이론의 핵심이 있다. 인지적 평가 이론에 의하면 이러한 경우 처음의 동기가 왜곡되어 외재적 보상을 제거했을 때 본래의 내적 동기(즉, 일 자체의 흥미 등)가 되살아나지 않는다. 즉 모든 외적 사건에는 통제 측면과 정보 측면이 있는데 통제로 인식된 상황은 자율성과 내재 동기를 낮추고 외재 동기를 촉진하는데 반해, 정보로 인식된 상황은 유능성을 높이고 내재 동기를 증가시킨다.
```
첫째, 인지평가이론은 내재 동기를 촉진시키거나 저해하는 환경에 관심을 두고 개인은 적절한 사회환경적 조건에 처할 때 내재 동기가 촉발되고 유능성, 자율성, 관계성에 대한 기본 심리욕구가 만족될 때 내재 동기가 증진된다고 봅니다.
```

```
둘째, 유기적 통합 이론은 외적인 이유 때문에 어떤 행동을 해야 하는 상황에 대한 개인의 태도는 전혀 동기가 없는 무동기에서부터 수동적인 복종 적극적인 개입까지 다양하다고 봅니다.
```

```
셋째, 인과 지향성 이론은 사회적 환경에 대한 지향성에서의 개인차 즉 무동기적 통제적 자율적 동기 지향성을 기술하기 위해 도입되었으며 개인의 비교적 지속적인 지향성으로부터 경험과 행동을 예측할 수 있게 해 줍니다.
```

```
넷째, 기본 욕구 이론은 개인의 가치 형태와 조절 양식을 심리적 건강과 연결시켜 기술함으로써 개인의 건강이나 심리적 안녕과 동기와 목표 간의 관련성을 시대와 성별, 상황, 문화적 다양성을 넘어서기 위해 도입되었습니다.
```

※ 참고 문헌: 학업동기(김아영, 2010)

#### 유기적 통합이론
내재동기 이론가들은 동기를 내재, 외재동기로 구분하고 두 유형간 상호 대립적인 관계에 있음을 주장한다. 그러나 행동 강화 이론가들은 내적 흥미와 함께 외적보상이 주어지면 동기가 증가된다는 증대원리를 제시하고 또 다른 집단의 연구자들 역시 내재, 외재동기에 대해 상호 보완적인 견해를 제시하였다.
이는 동기를 단순히 내재, 외재적 동기로 나누어 영향을 개별 평가하는 것이 아닌 각 동기가 복합적으로 상호작용하고 있음을 나타내는 것이었고 기존의 이분법적 관점의 변화를 필요로 하였다.
이러한 관점에서 내재 동기는 인지평가이론의 주장 같이 바람직한 동기유형이기는 하지만 모든 외적보상이 부정의 기능을 하는 것은 아니라고 판단하였으며 이에 따라 내, 외재의 이분법적 동기가 아닌 행동의 원인을  다양한 관점에서 접근하고자하였고 이것이 유기적 통합이론이다.
== 기본적 심리욕구
자기결정성 이론에서 사람들은 생존을 위한 기본적인 삶의 생리적 욕구와 마찬가지로 생존을 위해 필요한 심리적욕구를 가지고있다. 자기결정성 이론에 따르면, 기본적이고 보편적인 심리적 욕구 세가지는 자율성(autonomy), 유능성(competence), 관계성(social relatedness)이다. 헨리 머레이(Henry Murray ,1938)와 에이브러햄 매슬로 (Abraham Maslow,1954)와 같은 심리학자들은 자기실현경향성(Maslow, 1954), 안정성, 돈, 영향력, 자기존경과 기쁨 등을 포함해 모든 심리적 욕구에 대해 연구해왔는데 자기결정성 이론에서 나타난 보편적 3가지 욕구는 해당 사회의 문화가 집단주의, 개인주의문화 혹은 전통주의, 평등주의가치등에 상관 없이 모든 문화의 사람에게 중요하다고 나타났다.

### 자기실현 경향성
자기결정성 이론은, 책임과 실현화, 성장을 강조하는 인본주의적 전통에 그 기반을 두고 있다. 또한 인본주의가 개인을 성장과 발전을 위해 최선의 방법을 추구하는 유기체로서 성장을 실현하기 위해, 긍정적 변화를 가져오도록 하는 동기를 자기 실현 경향성(self-actualizing tendency)이라고 주장하였다.

#### 자율성(autonomy)
자율성은 개인들이 외부의 환경으로부터 압박 혹은 강요 받지 않으며 개인의 선택을 통해 자신의 행동이나 조절을 할 수 있는 상태에서 자신들이 추구하는 것이 무엇인지에 대하여 개인들이 자유롭게 선택할 수 있는 감정을 말한다. 자율성은 개인의 행동과 자기조절을 선택할 수 있으며 감정이나 타인의 의지와 달리 본인의 선택으로 자신의 행동이나 향후 계획을 결정할 수 있는 감정을 의미한다.
자기결정성 이론에서는 자율성을 외부의 영향력에 의존하지 않는 개념인 독립성과는 다른 개념으로 보고 있다. 자율성과 의존성을 대립관계에 있는 것이 아닌 수직적 관계 즉 일부겹치는 부분이 있으나 전혀 다른 방향을 보는 것으로 인식하는 것이다. 독립성은 타인과의 관계에서 나타나는 개인 대 개인 간의 문제이지만 자율성은 내적인 것이며 이는 해당 개인의 의지와 선택이 반영되는 것이다. 따라서 자율성의 반대 개념은 타인에 대한 의존성이 아니라 통제되거나 조종당한다고 느끼는 타율성이 옳다는 것이다. 즉, 자율성은 타인에 의존하거나 관계를 분리하는 개념이 아니며 자율성과 독립성은 서로 많은 부분에서 상관이 없는 개념이라고 볼 수 있다. 이 개념에 따라 자율성과 타율성의 4가지 조합이 나오는데 타율적 의존성, 타율적 독립성, 자율적의존성, 자유적 독립성이 그것이며 자기결정성 이론에서는 타인에 대한 의존 역시  자유로운 선택에 의한 것으로 판단하여 그 선택이 자율성에 기반한 것으로 보고있다. 때문에 이러한 시각에 따라서 자율성과 선택을 동일하게 평가하지 않는다

#### 유능성(competence)
사람은 누구나 자신이 능력 있는 존재이기를 원하고 기회가 될 때마다 자신의 능력을 향상시키기를 원한다. 또한 이러한 과정에서 너무 어렵거나 쉬운과제가 아닌 자신의 수준에 맞는 과제를 수행함으로써 본인이 유능함을 지각하고 싶어 하며 이것을 유능성욕구라고 한다. 행위과정을 통해 개인이 자신이 유능하다고 느끼는 지각에 의한 것이다. 이러한 자신이 유능한 존재임을 인식하는 지각은 유능감으로 표현되기도 하며 이러한 유능성에 대한 욕구는 개인 혼자서는 획득하기는 어려우며 사회적 환경과 서로 상호 작용할 기회가 주어질 때 충족된다고 볼 수 있다. 유능함을 표현하기 위해서는 사회와의 상호작용이 필요하기 때문에 타인 혹은 집단과의 상호 작용이 필요하며 긍정적인 피드백과 자율성의 지지는 개인이 받는 유능성의 욕구를 충족시키며 결과적으로 내재 동기를 증진시키는 효과를 가져온다.

#### 관계성(relatedness)
관계성욕구는 타인과 안정적 교제나 관계에서의 조화를 이루는 것에서 느끼는 안정성을 의미한다. 관계성욕구는 타인에게 무언가를 얻거나 사회적인 지위 등을 획득하기 위한 것이 아니며 그 관계에서 나타나는 안정성 그 자체를 지각하는 것이다. 즉 주위 사람에 대한 의미있는 관계를 맺고자하는 것으로 안정된 관계를 획득하고자하는 것이며 이를 관계성의 욕구라고 한다.
관계성에 대한 욕구 충족은 유능성이나 자율성 욕구 충족에 비해 내재동기를 확보하는 부분에서 타 조건을 보조하는 역할을 한다. 그러나 외적 원인을 내재화시키는데 있어서는 핵심적인 역할을 수행하며 타인과의 관계성을 유지하고자 하는 욕구는 개인 간 활동에서 내재동기를 유지하게 하는데 중요한 것으로 인식되고 있다.
일반적으로 타인에 의해 외재적 동기화된 행동은 개인이 흥미를 가지고 행동하는 것이 아니므로 행동 그자체로는 흥미롭지 못해 개인이 쉽게 행동을 하려고 하지 않는 경향을 보이나 동기부여를 하는 타인이 자신에게 의미있는 경우에는 타인과의 관계의 안정성을 획득할 수 있는 수단으로 판단하여 오히려 더 쉽게 시작이 가능한 것을 의미한다. 이는 관계성이 타인과 연결되 있다고 느끼는 감정에 기반하기 때문이며 공동체의 소속감등으로부터 기반하기 때문이다.

### 내재적동기
자기 결정 이론은 개인들이 욕구를 행동화하고 선택함으로써 행동을 즐길 수 있으며 이 과정에서 심리적인 안정감을 가지게 된다고 한다. 무엇을 하는가 보다 왜 하는지가 더 중요한 선택의 이유가 되는 것이다. 개인들이 어떤 활동을 함에 있어 내재적으로 동기화된 경우에는 활동을 하는데 추가적인 보상이나 유인하거나 강제하는 것이 필요하지 않는데 이는 그 활동자체가 개인들에게 보상이기에 스스로 행동하게 되는 것이다.

### 외재적동기
내재적 동기에 반대되는 개념으로 행동을 하는 개인이 아닌 외부의 사람으로 인하여 외부인의 만족을 위한 것으로 칭찬, 유인요건, 처벌 등이 있으며 외재적 동기를 통한 유인은 개인이 본인의 활동에 낮은 관심과 결과지향적인 태도를 보이게 할 수 있다.

## 자기결정성 이론의 주요 실험연구
에드워드 데시(Edward Deci, 1942년~)는 세 가지 실험을 통해 외적 보상이 내면의 동기에 미치는 영향에 대해 알아보는 연구를 설계했다. 내재적 동기에 대한 이전의 연구 결과를 토대로 두 가지 가설이 제기됐다. 기존의 정설과는 다르게, 앞의 두 실험에서는 외적 보상이 내재적 동기에 미치는 부정적 영향에 대해 집중하였다. 세 번째 실험에서는 발달 학습 이론가들의 연구를 바탕으로 언어적 강화와 긍정적인 피드백과 같은 다른 유형의 보상이 내재적 동기에 미치는 영향에 대해 연구하였다.

#### 내재적 동기에 대한 외부 보상실험 I
이 실험은 개인이 업무를 수행하기 위해 내재적 동기가 유발되어 있는 경우, 외적 보상의 도입이 내재적 동기를 감소시킨다는 가설을 테스트하였다. 실험은 12명의 통제 집단과 12명의 실험 집단으로 나뉘어 3 일간 3 세션으로 진행되었다. 3 세션의 실험이 진행되는 동안 피험자들은 소마 큐브(soma cube)를 주요 업무로 부여 받았다. 각 세션이 진행되는 동안 피험자들은 종이에 그려진 퍼즐의 형상을 맞추어 그 시간을 측정하도록 요청 받았다. 실험은 피험자에게 탁자 앞에 앉아 일정 시간 동안 소마 큐브를 진행하게 한 후 약 8분 정도 실험실에 피험자 혼자 남겨두는 방식으로 진행되었다. 이후 피험자가 혼자서 보내는 자유 시간 중에서 퍼즐을 하는 시간이 얼마나 되는지 관찰하였다. 첫 번째와 세 번째 세션에서는 통제 집단과 실험 집단 모두에게 외적 보상이 주어지지 않았다. 반면 두 번째 세션에서 실험 집단은 소마 큐브 형상 하나를 완성할 때마다 1달러의 외적 보상을 받았고, 통제 집단에게는 주어지지 않았다. 에드워드 데시(Edward Deci, 1942년)는 자유롭게 선택해 쓸 수 있는 시간에 다른 흥미로운 대안을 제쳐두고 아무런 보상도 기대할 수 없는 소마 큐브를 한다면 그것은 내면의 동기부여라고 설명하였다. 결과적으로 세션 1과 비교하여 세션 2에서 외적 보상이 주어졌을 때 피험자는 자유 시간 동안 퍼즐 작업에 더 많은 시간을 할애하는 모습을 보였으며, 세션 3에서 외적 보상이 제거되자 이들은 같은 작업에 세션 1보다도 더 적은 시간을 할애하는 것으로 나타났다. 즉, 금전적 보상을 받은 학생들은 보상을 못 받은 학생들에 비해 이후 자유 시간 동안 퍼즐을 할 확률이 현저히 낮았다. 이는 외적 보상으로 참가자들에게 보상을 제공한 후에 내재적 동기부여가 감소되는 경향을 보여주며 실험자의 가설을 뒷받침하는 결과로 나타났다.

#### 내재적 동기에 대한 외부 보상실험 II
두 번째 실험은 첫 번째 실험과 장소가 현장으로 옮겨진 것을 제외하고 모두 같게 설계되었다. 실험은 실제 학교 신문사에서 학생 기자들이 여태까지 금전적 보상을 받지 않고 해오던 업무에 임금을 지불하는 방식으로 진행다. 그리고 이후 어느 순간 임금 지불을 중단하면 학생 기자들의 내재적 동기가 어떻게 변화하는지를 살펴보고자 하였다. 업무 완료 속도와 결석 빈도를 학생 기자들의 내재적 동기를 수치화한 척도로 보았을 때 실험 II 또한 실험  I과 유사한 결과를 나타냈다. 즉 화폐 보상은 실험 참여자의 내재적 동기를 감소시키며 마찬가지로 실험자의 가설을 뒷받침하는 결과로 나타났다.

#### 내재적 동기에 대한 외부 보상실험 III
세 번째 실험은 보상의 종류를 제외하고 실험 I과 모든 면에서 동일하게 설계되었다. 이 실험에서는 언어적 칭찬이 외적 보상으로 사용되었다. 실험자는 이 경우에 외적 보상이 제거된 이후에도 내재적 동기부여 정도를 향상시킬 것이라는 가설을 세웠다. 결과적으로 세션 1과 비교하여 세션 3에서 외적 보상이 제거된 이후에 실험 집단 학생들의 수행능력이 유의하게 증가하였고 이는 구두 칭찬과 긍정적 피드백이 동기 부여된 작업의 성과를 향상시킨다는 사실을 보여준다. 이는 외적 보상으로서 언어적 칭찬이 내재적 동기 부여를 증가시킨다는 증거를 제공하였다.

### 가설 실험과 평가
프리처드(Pritchard), 캠벨(R. Campbell) 과 캠벨(K. Cambell)은 내재적 동기 감소에 대한 외적 보상의 역할에 관한 에드워드 데시(Edward Deci, 1942년)의 가설을 평가하기 위해 유사한 연구를 수행했다. 참가자는 무작위로 두 그룹에 배정되었으며 이 연구에서는 체스-문제 과제가 사용되었다. 데이터는 두 세션으로 수집되었다.

#### 체스 문제 실험 I
참가자들은 참가자가 그 주 동안 체스를 한 시간의 양, 참가자가 체스를 한지 몇 년 되었는지, 참가자가 체스를 할 때 느끼는 즐거움의 정도 등에 관한 배경 설문지를 작성하도록 요구 받았다. 실험자는 두 그룹의 참가자들에게 그에 대한 정보를 컴퓨터에 입력하게 한 뒤 다음 10 분 동안 참가자들에게 그들이 좋아하는 것을 자유롭게 하도록 했다. 그리고나서 실험자는 10분 동안 방을 떠났다. 방에는 비슷한 체스-문제 과제와 조금의 잡지, 그리고 커피 등이 제공되었다. 체스-문제 해결에 사용된 시간은 내재적 동기 부여의 척도로 사용되었으며 10분 휴식기간동안 한쪽만 보이는 거울을 통해 실험자에게 관찰 되었다. 실험자가 돌아온 후, 실험 그룹은 주어진 시간에 가장 많은 체스 문제를 해결할 수 있는 참가자에게 금전적 인 보상이 있을 것이라고 말했다 그리고 보상은 이 세션에만 해당되며 다음 세션에서 제공되지 않는다고 말했다. 대조군에는 금전적 보상을 주지 않았다.

#### 체스 문제실험 II
두 번째 실험은 두 그룹에서 동일했다.
필러 작업 후, 실험자는 10 분 동안 방을 나갔고 참가자들이 체스 문제에 소비 한 시간을 관찰했다. 실험 그룹은 이번에는 문제 해결에 대한 보상이 없음을 상기시켰다. 두번의 세션 이후에 참가자들에게 과제를 평가하는 설문지, 즉 어느 정도 흥미로운 과제를 찾았는가에 대한 응답을 하게 하였다. 두 그룹들은 모두 흥미로운 과제를 발견했다고 보고했다.
연구 결과에 따르면 실험 그룹은 세션 1에서 세션 2까지의 10 분간의 자유 시간 동안 체스 문제 과제에 소비 된 시간이 급여를받지 않은 그룹과 비교하여 유의하게 감소한 것으로 나타났다. 따라서 에드워드 데시 (Edward Deci,1942)가 제시 한 가설, 즉 활동에 대한 우연적인 금전적 보상이 그 활동을 수행하는 본질적인 동기를 감소 시킨다는 것을 확인해줍니다. 이 시기에 다른 연구들은 내재적 동기를 감소시키는 역할을 하는 기타 외부 요소뿐만 아니라 다른 유형의 보상들에 초점이 맞춰져 있다.

### 고독한 행동에 대한 연구(2008)
2008년 심리학자들은 고독한 행동에 대한 결과를 연구했다. 그들은 고독한 활동에 대한 외로움의 감정과 삶의 만족도 간의 관계는 시간을 혼자 보내도록 통제된 것보다 개인이 얼마나 자율적으로 느끼는가에 달려있다고 주장했다.
참가자들(N = 108)은 하루에 혼자서 몇 시간을 보내는지와 믿음에 대한 방안에 대해 작성, 혼자하는 활동에 대한 의욕, 외로움, 행복 등을 보고했다. 결과는 상대적 자율성이 행동 할지 말지 결정에 관계없이 중요하다는 것을 시사한다. 또한 자율적인 사회 행동에 대한 중요성을 강조했다.

## 자기결정성 이론을 반영한 새로운 연구들과 비판
자기결정성 이론이 가장 활발하게 적용되고 있는 분야는 스포츠와 교육영역이다. 특히 교육현장에서 학생들의 학업에 대한 동기부여를 하기위한 연구에서 시작된 자기결정성 이론의 교육현장연구는 유기적 통합이론의 부각과 함께 다양한 관점에서 내재동기와 외재동기를 연구하기 시작했다. 뿐만 아니라 자기결정성 이론을 사회, 경제 분야에서 사람들의 심리를 파악하기 위한 방법으로 적용하려는 노력이 계속되고 있다. 그러나 자기 결정이론의 선구자인 에드워드 데시와 리처드 플래스트(Richard Flaste)는 수많은 자기계발서가 외치는 것과는 달리 “동기부여 기법이나 자율성 확보 기법 따위는 없다”고 단언한다. 동기부여는 기법이 아니라 내면에서 와야 하며, 자신을 책임지고 관리하겠다는 결심에서 부여된다는 것으로 외부적인 방법으로의 동기부여는 현실적으로 불가능함을 주장한다.

### 동기부여 연구에 대한 비판
개인이 스스로 변화의 이유를 찾았을 때, 그리고 부적응 행동의 바탕에 숨은 불만과 무능력, 분노, 고독 등 다양한 감정과 대면하고 해당 감정을 본인 스스로 해결할 마음을 먹었을 때 그때서야 비로소 변화의 동기가 마련된다. 그 상태가 되었다면 여러 기법이 유용하게 쓰일 수 있다. 하지만 외부적 기제가 자신을 바꿔줄 거라고 믿는 사람은 내면의 인과관계가 아니라 외부의 인과관계에 의지하며, 자율적이기보다는 통제를 받음으로써 의미 있는 개인적 변화를 이루려는 것이나 다름 없으며 이는 자기 결정이론의 가장 핵심인 자율성을 상실한다고 보는 것이다.

## 환경행동
인간의 행동을 불러일으키는 요인은 환경적에 기반하며 환경에 따라 변화가 가능하기 때문에 인간의 본성은 가변적이라고 할 수 있다. 환경 행동에 의한 동기 부여는 관찰 가능한 행동에 초점을 두고 있기 때문에 과학적 연구를 통하여 인간본성을 설명할 수 있다. 때문에 인간의 환경행동에 대한 동기부여는 모방,인지,관찰학습 세 가지로 나누어서 설명 할 수 있다.

### 모방
모방은 다른 이의 행동하는 것을 보고 들으면서 그 행동을 따라서 하는 것이다. 흔히 공격적인 행동, 이타적 행동, 불쾌감을 주는 행동이 주로 개인의 학습 관찰을 통해 반영된다. 실험적 연구에 따르면 아동은 보다 위대하다고 생각되는 사람이나, 이성보다는 동성의 행동을, 돈, 명성, 높은 사회경제적 지위 등을 지닌 모델을 더 잘 모방한다. 또한 죄인을 거의 모방하지 않으며, 연령이나 지위에서 자기와 비슷한 모델을 그렇지 않은 모델보다 더 잘 모방한다. 이는 모방이 자신에게 유리한 행동을 주로 선택적으로 가져온다는 것을 의미한다.

### 인지
사회적 학습은 주로 인지적 활동이다. 인간은 기본적으로 생각하고 인식하는 존재이므로 장래를 계획하고, 자신의 내적기준에 근거해 자신의 행동을 조정하며, 자기 행동의 결과를 예측할 수 있다. 따라서 학습된 반응을 수행할 의지는 개인 스스로의 인지적 통제 하에 있는 것이다.

### 관찰학습
인간은 자신이 처한 환경에 집중하여 자신이 처한 환경을 다른 사람이 처한 환경과 비교 분석 함으로써 자신에게 미칠 결과를 생각하게 된다. 또한 기억을 통해 이전에 모방한 행동을 상징적 형태로 기억하여 차후 행동에 동기부여를 받는다. 이후 행동재생의 방식을 이용하여 동기부여 받은 행동과 유사하게 행동하게 된다. 최종적으로 동기화라는 자기강화의 과정을 거치면서 자신의 행동을 변경한다.

## 같이 보기
- 산업심리학
- 긍정심리학

## 참고 문헌
- 백기복, 《조직행동연구》, 창민사, 2011
- Miserandino, Miserandino (2013). 《최신 연구에 기초한 성격심리학》. 시그마프레스
- 에드워드 L.데시·리처드 플래스트 (2011. 《마음의 작동법》. 에코의 서재.
- 임의영 (1993). 《스키너의 행동주의적 인간관》. 문학과지성사
- Pritchard, R.; Campbell, K.; Campbell, D. (1977). "Effects of extrinsic financial rewards on intrinsic motivation". Journal of Applied Psychology